# Middletown (Connecticut)
Middletown es una ciudad localizada en el condado de Middlesex, Connecticut, a lo largo del río Connecticut, en la parte central del estado, a 16 millas (26 km) al sur de Hartford. En 1650, fue incorporada como un pueblo bajo su nombre original indio, Mattabeseck. Recibió su nombre actual en 1653. En 1784, el poblado central fue incorporado como una ciudad aparte del pueblo. En 1923, la ciudad de Middletown fue consolidada con el pueblo, haciendo que los límites de la ciudad fueran más extensos. Originalmente un puerto de vela muy ocupado y después un centro industrial, ahora es en gran medida una ciudad residencial y ciudad universitaria, sede de la Universidad Wesleyana. Desde la creación del condado de Middlesex en 1785, hasta la eliminación del gobierno del condado en 1960, Middletown era la sede de condado. En 1910, 11.851 vivían en la ciudad. En 1940, 26.495 personas vivían ahí. En el censo de 2000, la ciudad tenía una población total de 43.167.

## Ciudades hermanadas
- Melilli, Italia
- Cayey, Caserío de Buena Vista